# 388P/Gibbs
388P/Gibbs è una cometa periodica appartenente alla famiglia delle comete gioviane; la cometa è stata scoperta il 12 ottobre 2007 dall'astronomo statunitense Alex R. Gibbs, la sua riscoperta il 5 settembre 2019 ha permesso di numerarla.